# Peter Brailey Stetson
| 54411 Bobestelle | 3 giugno 2000 |
| 612163 Thelowes  | 3 giugno 2000 |

Peter Braily Stetson (1952) è un astronomo canadese, professore di astronomia all'Università di Victoria.
Il Minor Planet Center gli accredita le scoperte di due asteroidi,e 54411 Bobestelle effettuate entrambe il 3 giugno 2000 in collaborazione con David D. Balam.
Gli è stato dedicato l'asteroide 255703 Stetson.